# Arnóth Sándor
Arnóth Sándor (Püspökladány, 1960. február 22. – Bag, 2011. március 16.) magyar politikus, Püspökladány polgármestere, országgyűlési képviselő.

## Életrajza
1978-ban érettségizett a debreceni Landler Jenő Szakközépiskolában, vasútgépész szakon.
A Bessenyei György Tanárképző Főiskolán 1983-ban általános iskolai történelem szakos tanári, Kossuth Lajos Tudományegyetemen 1987-ben középiskolai történelem szakos tanár végzettséget szerzett.
1983-tól 1989-ig Püspökladányban dolgozott általános iskolai tanárként. 1989-től töltötte be a Karacs Ferenc Múzeum vezetői tisztjét. 1990-től a Püspökladány Kultúrájáért Alapítvány titkára, 1994-től a Kossuth Olvasókör és a Pulszky Társaság elnöke volt.
1994-ben lépett be a Fideszbe, ebben az évben az önkormányzati választásokon a megyei közgyűlésnek is tagja lett. 1998-ban és 2002-ben is bejutott a parlamentbe egyéni választókörzetéből. A 2006-os országgyűlési választáson már nem jutott mandátumhoz, de az önkormányzati választáson Püspökladányban polgármesterré választották. 2008 júniusában újra bejutott a parlamentbe a Fidesz Hajdú-Bihar megyei listájáról, a Magyar Tudományos Akadémia elnökévé választott Pálinkás József helyére.
A Parlament 2008. szeptember 29-i  plenáris ülésén Iváncsik Imre államtitkár napirend előtti felszólalása után tett megjegyzése („Lógni fogsz!”) miatt lemondott mandátumáról. Pártja ennek ellenére indította a 2010-es választásokon is, ahol ismét parlamenti mandátumot nyert.
2011. március 16-án este fél tizenegy körül autóbalesetben vesztette életét az M3-as autópálya 42-es kilométerénél, a Pest megyei Bagnál, a fővárosból kifelé vezető oldalon, mikor gépjárműve egy, az autópályára a forgalommal szemben felhajtó autóval ütközött. A balesetben a sofőrje is életét vesztette.
Özvegye, Hatházi Judit biológia-technika szakos általános iskolai tanár. Három gyermekük született, Sándor, Judit és Katalin.

## Társadalmi munkái, bizottsági tagságai
- 1998-tól 2002-ig az Emberi jogi, kisebbségi és vallásügyi bizottság és annak Millenniumi albizottságának tagja.
- 1998-tól 2006-ig a Költségvetési és pénzügyi bizottság tagja.
- 2008 júniusától szeptemberig a  Ifjúsági, szociális és családügyi bizottság tagja.